# Roy Wooten
Ne doit pas être confondu avec Future Man (série télévisée).
Royel Wilfred Wooten, dit Roy Wooten, de son nom de scène Future Man (ou encore FutureMan), est un inventeur, musicien, percussionniste et batteur américain. 
Il a inventé la drumitar, un synthétiseur MIDI en forme de guitare permettant de jouer des percussions.
Il a également inventé le RoyEl, une sorte de clavier permettant de jouer des percussions et de la mélodie.
Avec ses frères Victor (basse), Joseph, Rudi et Regi, il joue dans le
Wooten Brothers Band.
En 1989, il rejoint son frère Victor Wooten dans le groupe Béla Fleck and the Flecktones, un groupe de fusion bluegrass, folk et jazz mené par le joueur de banjo Béla Fleck. Il prend alors le nom de scène Future Man.

## Influences
En batterie, il est influencé par Tony Williams, batteur de Miles Davis et Elvin Jones, batteur de John Coltrane.
Pour le Black Mozart Project, il reprend et s'inspire de la musique de Joseph Bologne de Saint-George, un compositeur et chef d'orchestre français né en Guadeloupe du XVIIIe siècle.

## Discographie
- Chevalier – II Play & II Fight avec le Black Mozart Ensemble
- Evolution de la musique avec The Royel Ensemble

## Vidéos

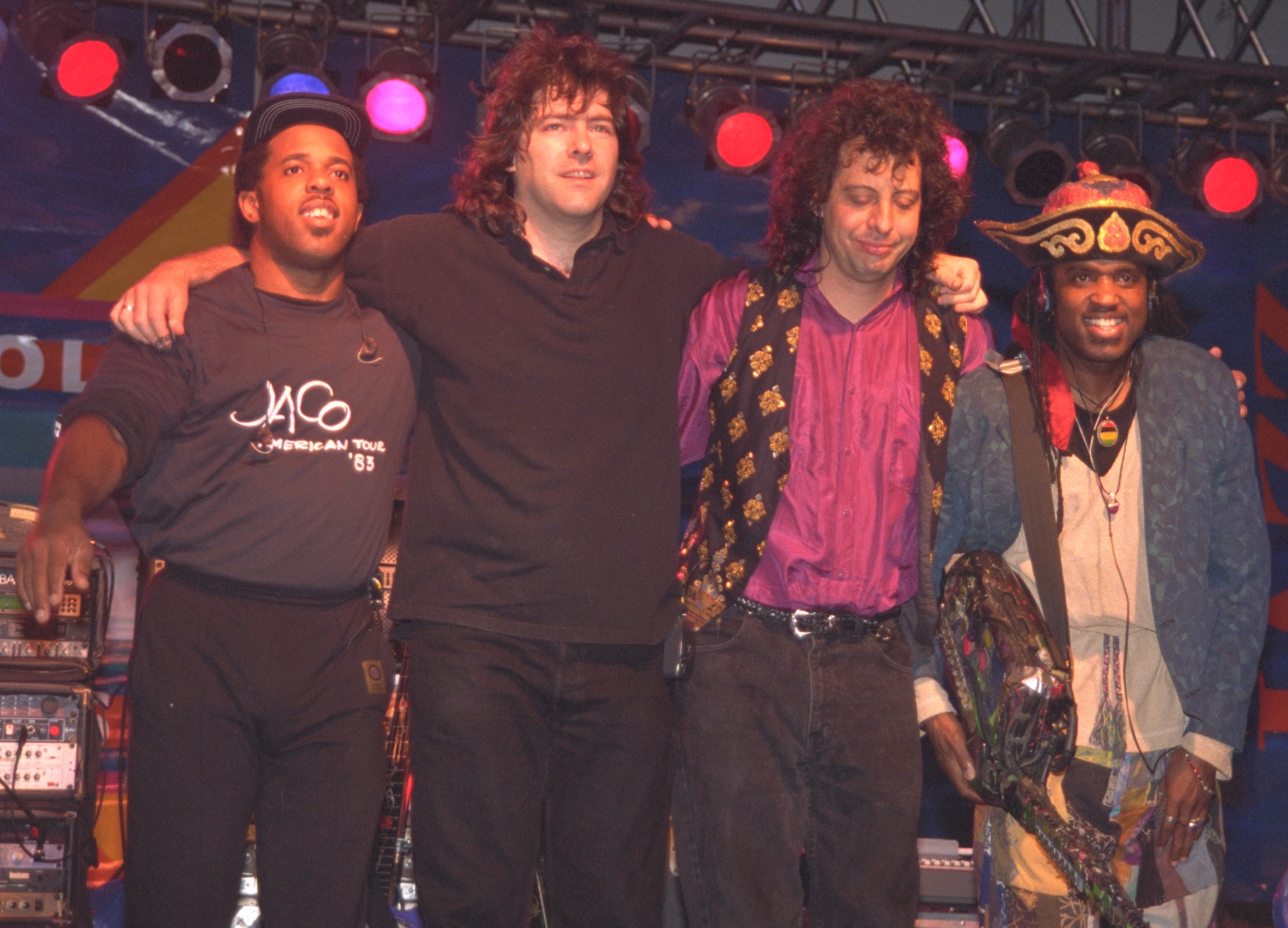
Victor Wooten, Béla Fleck, Mike Marshall et Roy Wooten en concert avec Béla Fleck and the Flecktones.

- 2011 : Conférence TED sur le Black Mozart Project, voir en ligne

## Inventions
- Drumitar
- RoyEl